# Antoine Martinet
Antoine Martinet, né le 22 avril 1776 à Queige et mort le 6 mai 1839 à Chambéry, est un homme d'Église savoyard, évêque de Tarentaise puis archevêque de Chambéry.

## Biographie
Antoine Martinet naît dans famille peu fortunée du Beaufortain, le 22 avril 1776 dans la commune de Queige,. Il entreprend des études religieuses à Queige, puis au Collège royal de Chambéry,. Il remporte notamment un premier prix en rhétorique. Remarqué par l'archevêque Joseph de Montfalcon du Cengle, il entre au grand séminaire de Moûtiers,.
Il est ordonné prêtre le 19 septembre 1789. Il revient auprès de l'archevêque dont il devient le secrétaire, le théologien et l'homme de confiance. Il est nommé professeur de théologie ainsi que préfet pour le collège de Moûtiers.
Lors de l'invasion et l'annexion du duché de Savoie par les troupes révolutionnaires françaises en 1792, il refuse de jurer sur la Constitution. Il s'enfuit vers le Piémont avec l'archevêque au tout début du mois de mars de l'année suivante. Après un bref retour, durant l'été 1793, il retourne s'installer à Turin. Il revient en mission en Tarentaise en 1794. Il doit fuir à nouveau la vallée, à la suite du coup d'État du 18 fructidor an V. Un temps précepteur, il entame de nouvelles études en droit canonique.
Il revient en Savoie en 1812, où il est nommé curé d'une paroisse du faubourg de Chambéry. En 1821, après avoir été appelé par l'évêque de Tarentaise, il est nommé grand vicaire.
Antoine Martinet devient évêque de Tarentaise en novembre 1825,. Il entreprend notamment la rénovation de la cathédrale de Moûtiers qui a souffert de la période d'occupation.
Il succède à François-Marie Bigex comme archevêque de Chambéry, le 20 décembre 1827. Au cours de son épiscopat, il fait « bâtir à neuf 40 églises, en [fait] restaurer 19 […] reconstruire 22 presbytères ».

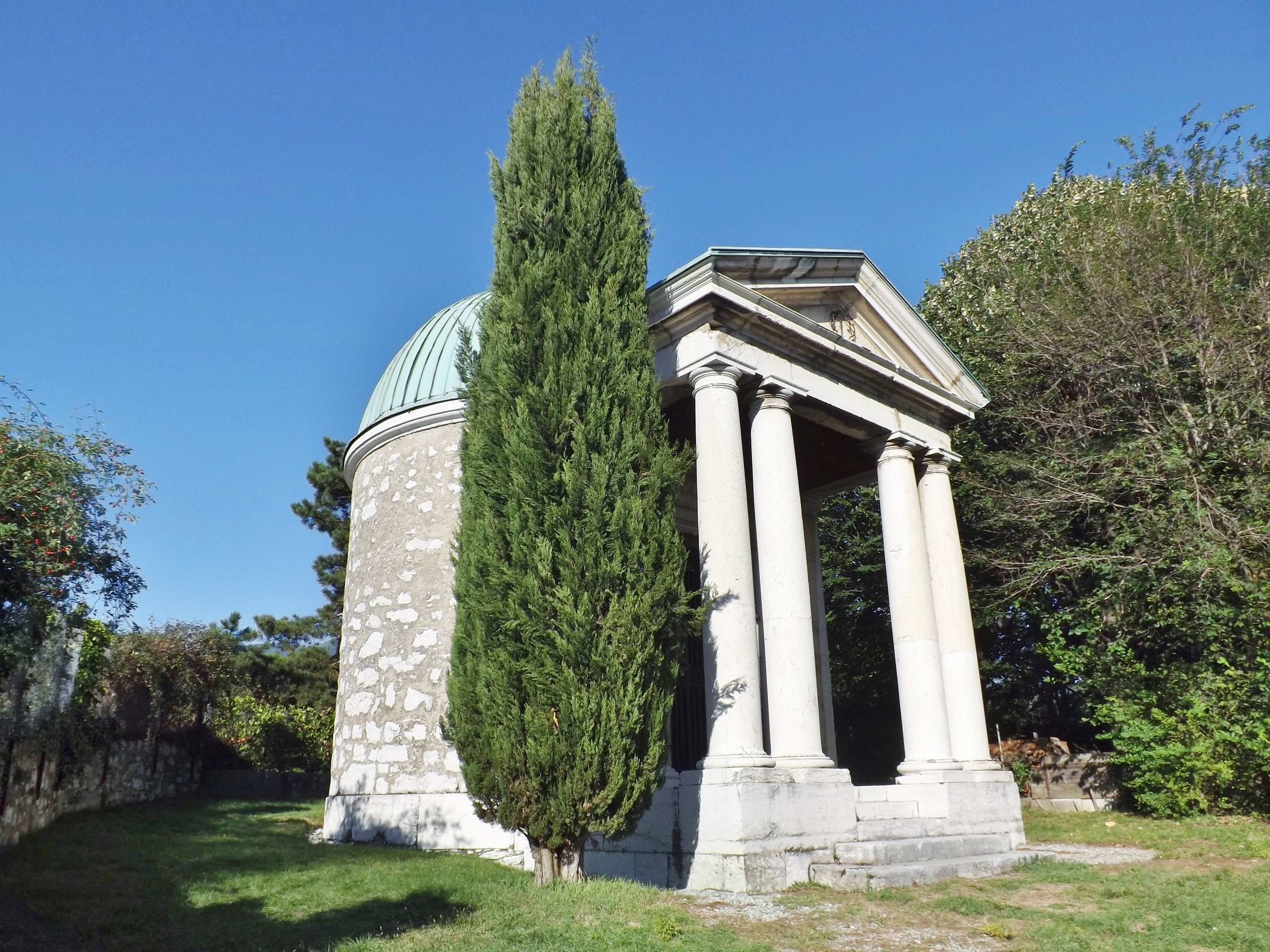
Chapelle du Calvaire de Chambéry, lieu de sépulture d'Antoine Martinet.

Martinet décède à Chambéry le 6 mai 1839. Ce dernier avait choisi pour sépulture la chapelle du Calvaire, située sur la colline de Lémenc au nord de la ville qu’il a contribué à faire reconstruire, la chapelle précédente ayant été détruite à l'arrivée des troupes françaises en 1792. Les obsèques se déroulent le 8 mai 1839 en présence des syndics et conseillers de la ville, du clergé et d'une foule importante tout le long du trajet vers la chapelle.

## Héraldique
Les armes de Antoine Martinet se blasonnent ainsi : D'argent à la tour crénelée de sable, surmontée de trois martinets du second ; au chef d'azur à trois étoiles d'argent.